# Линдстрём, Фредрик
Фре́дрик Вильхельм Ли́ндстрём (швед. Fredrik Wilhelm Lindström; род. 24 июля 1989, Анундсьё, Вестерноррланд) — шведский биатлонист, олимпийский чемпион в эстафете (2018), бронзовый призёр чемпионата мира 2012 года в масс-старте и чемпионата мира 2013 года в индивидуальной гонке.
Фредрик завершил спортивную карьеру в сезоне 2018/19, уйдя из биатлона в возрасте 29 лет.

## Спортивная карьера

### Карьера в Кубке мира
- Дебют в кубке мира — 12 декабря 2008 года в спринтерской гонке в Хохфильцене — 47-е место.
- Первое попадание в очковую зону — 13 марта 2009 года — 13-е место в спринтерской гонке в Ванкувере.
- Первое попадание на «расширенный подиум» — 20 января 2011 года — 8-е место в спринтерской гонке в Антерсельве.
- Первая победа и первая медаль — 20 января 2012 года в спринтерской гонке в Антерсельве.

### Общий зачёт в Кубке мира
- 2008/09 — 81-е место (28 очков
- 2009/10 — 44-е место (176 очков)
- 2010/11 — 23-е место (382 очка)
- 2011/12 — 9-е место (615 очка)
- 2012/13 — 7-е место (654 очка)
- 2013/14 — 17-е место (438 очков)
- 2014/15 — 12-е место (543 очка)
- 2015/16 — 29-е место (322 очка)
- 2016/17 — 28-е место (355 очков)
- 2017/18 — 19-е место (408 очков)

### Юниорские и молодёжные достижения
| Год  | Место проведения | Возраст | Инд | Спр | Пр | Эст |
| ---- | ---------------- | ------- | --- | --- | -- | --- |
| 2006 | ЧМ Преск-Айл     | U19     | 50  | 38  | 38 | 4   |
| 2007 | ЧМ Валь-Мартелло | U19     | 46  | 7   | 15 | 8   |
| 2008 | ЧМ Рупольдинг    | U19     | =30 | 29  | 22 | 6   |
| 2009 | ЧМ Кенмор        | U21     | 17  | 14  | 6  | 8   |

### Участие в Олимпийских играх
| Год  | Место проведения | Спринт | Гонка преследования | Индивидуальная гонка | Масс-старт | Эстафета | Смешанная эстафета |
| ---- | ---------------- | ------ | ------------------- | -------------------- | ---------- | -------- | ------------------ |
| 2010 | Ванкувер         | 38     | 33                  | 77                   | —          | 4        | Н/П                |
| 2014 | Сочи             | 18     | 13                  | 15                   | 6          | 10       | —                  |
| 2018 | Пхёнчхан         | 39     | 29                  | 8                    | 15         | Золото   | 11                 |

### Чемпионаты мира
| Год  | Место проведения | Спринт | Гонка преследования | Индивидуальная гонка | Масс-старт | Эстафета | Смешанная эстафета |
| ---- | ---------------- | ------ | ------------------- | -------------------- | ---------- | -------- | ------------------ |
| 2011 | Ханты-Мансийск   | 11     | 25                  | 61                   | 11         | 4        | —                  |
| 2012 | Рупольдинг       | 6      | 10                  | 10                   | Бронза     | 16       | 4                  |
| 2013 | Нове-Место       | 8      | 7                   | Бронза               | 12         | 11       | 14                 |
| 2015 | Контиолахти      | 20     | 24                  | 38                   | 12         | —        | 16                 |
| 2016 | Осло             | 30     | 34                  | 29                   | —          | 7        | 12                 |
| 2017 | Хохфильцен       | 30     | 17                  | 38                   | 8          | 11       | —                  |

## Личные достижения
- Королевская медаль Его Величества за заслуги перед шведским спортом (2019)[2]